# E 499.0型电力机车
E 499.0型电力机车是捷克斯洛伐克国家铁路（ČSD）的电力机车车型之一，由斯柯达公司于1950年代设计制造，适用于供电制式为3千伏直流电的电气化铁路。1957年至1960年间，苏联亦引进了该型电力机车，称为ChS1型电力机车（ЧС1）。1988年，捷克斯洛伐克根据国际铁路联盟的建议对国内机车型号进行重新编制，E 499.0型电力机车改称140型电力机车。

## 发展历史

### 研制
1946年，第二次世界大战结束后，捷克斯洛伐克为尽快恢复和发展铁路运输，决定引进国外先进技术开发一种适用于3000伏直流电气化铁路的新型干线电力机车，为此斯柯达公司邀请了瑞士赛雪龙公司（SAAS）和瑞士机车和机器制造厂（SLM）合作研制，并签订技术转让和授权协议，授权捷克斯洛伐克可自行生产该型机车，至1953年成功试制了首台样车，被定型为E 449.0型。E 499.0型电力机车是四轴干线客货运通用电力机车，采用双司机室、双侧贯通走廊的钢结构车体，车体两侧各设有六扇圆形玻璃窗以便机械室采光，机车车顶设有两台双臂式受电弓。机车采用直流牵引电动机，对牵引电机采用串—并联换接、增减串联电阻进行调速，最高运行速度为120公里/小时。

### 运用

#### 捷克斯洛伐克

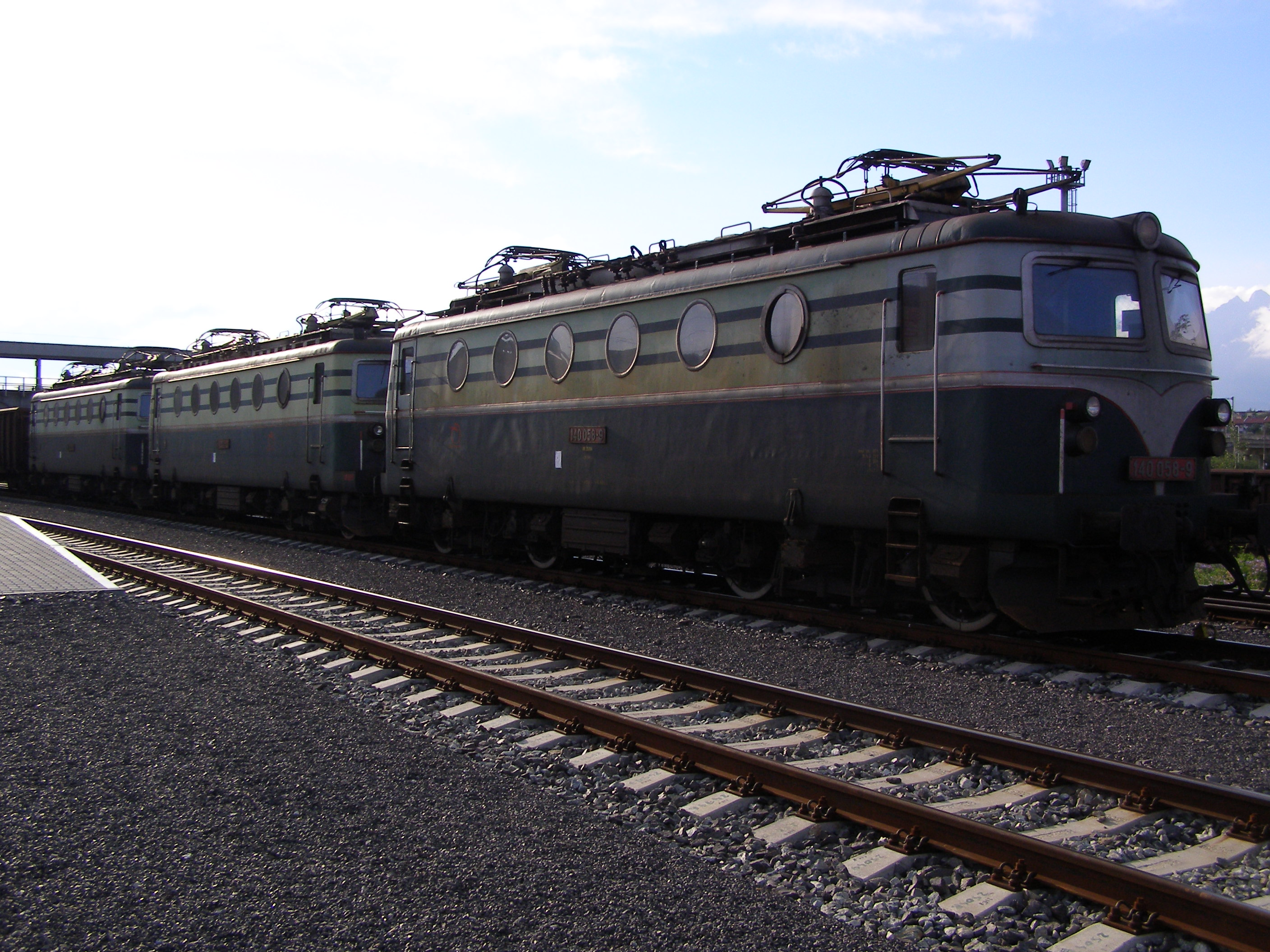
一批已经被斯洛伐克国铁封存的140型电力机车

机车出厂后在布拉格铁路枢纽内进行了初步试验，但由于布拉格枢纽内的牵引供电制式仍采用战前建立的1500伏直流电，机车输出功率只有设计指标的一半。随后这台机车被送往日利纳，在捷克斯洛伐克国内首条3000伏直流电气化铁路进行试验；此后001、002号机车又在波兰铁路投入10万公里运用考核。1955年，斯柯达公司开始批量生产E 499.0型电力机车，并率先配属布拉格中央车站机务段、拉贝河畔乌斯季机务段投入运用。随着机车数量增加，不久之后宁布尔克、捷克特热博瓦、俄斯特拉发、日利纳、斯皮什新村、科希策等机务段也开始使用E 499.0型电力机车。这些机车经常在不同机务段之间调拨使用，但从1980年代中期以后，E 499.0型电力机车的配属渐趋稳定，主要由摩拉维亚、西里西亚和斯洛伐克地区的机务段运用。
E 499.0型电力机车主要担当捷克斯洛伐克国内的快速旅客列车、轻型货物列车的牵引任务，例如普霍夫至布拉格、以及布拉迪斯拉发至科希策的长途旅客列车。1960年代至1980年代末，由于捷克斯洛伐克铁路的新造电力机车数量并无太大增长，因此E 499.0型电力机车的地位并未受到动摇，但是从1978年开始，随着150（E 499.2）、163（E 499.3）、162型等新型电力机车的陆续出现，E 499.0型电力机车开始面临被淘汰的命运。
1988年，捷克斯洛伐克根据国际铁路联盟的建议对国内机车型号进行重新编制，E 499.0型电力机车改称140型电力机车。1993年1月，捷克斯洛伐克联邦解体，各地的140型电力机车也分别被后继的捷克国铁（ČD）和斯洛伐克国铁（ŽSR）接收。

#### 波兰
2004年，连接斯洛伐克恰德察和波兰卡托维兹的铁路完成了电气化改造，部分斯洛伐克国铁的140型电力机车被波兰的民营铁路货运公司租用，其中CTL物流公司租用的机车在波兰铁路系统内被定型为ET13型，而波兰铁路（Rail Polska）租用的机车仍然是使用原来的名称。

#### 苏联

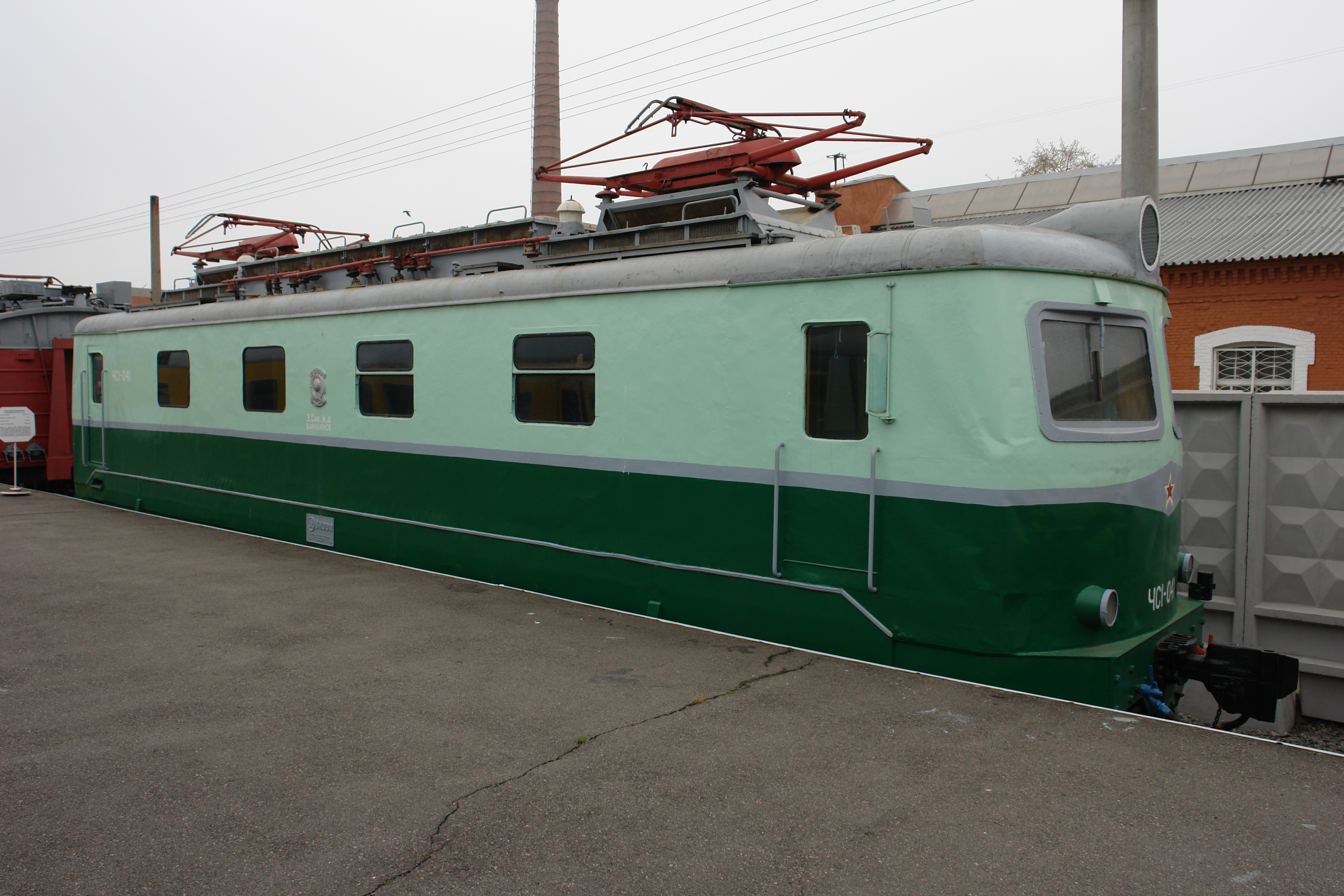
圣彼得堡瓦尔沙夫斯基铁路博物馆内展示的ChS1型041号电力机车

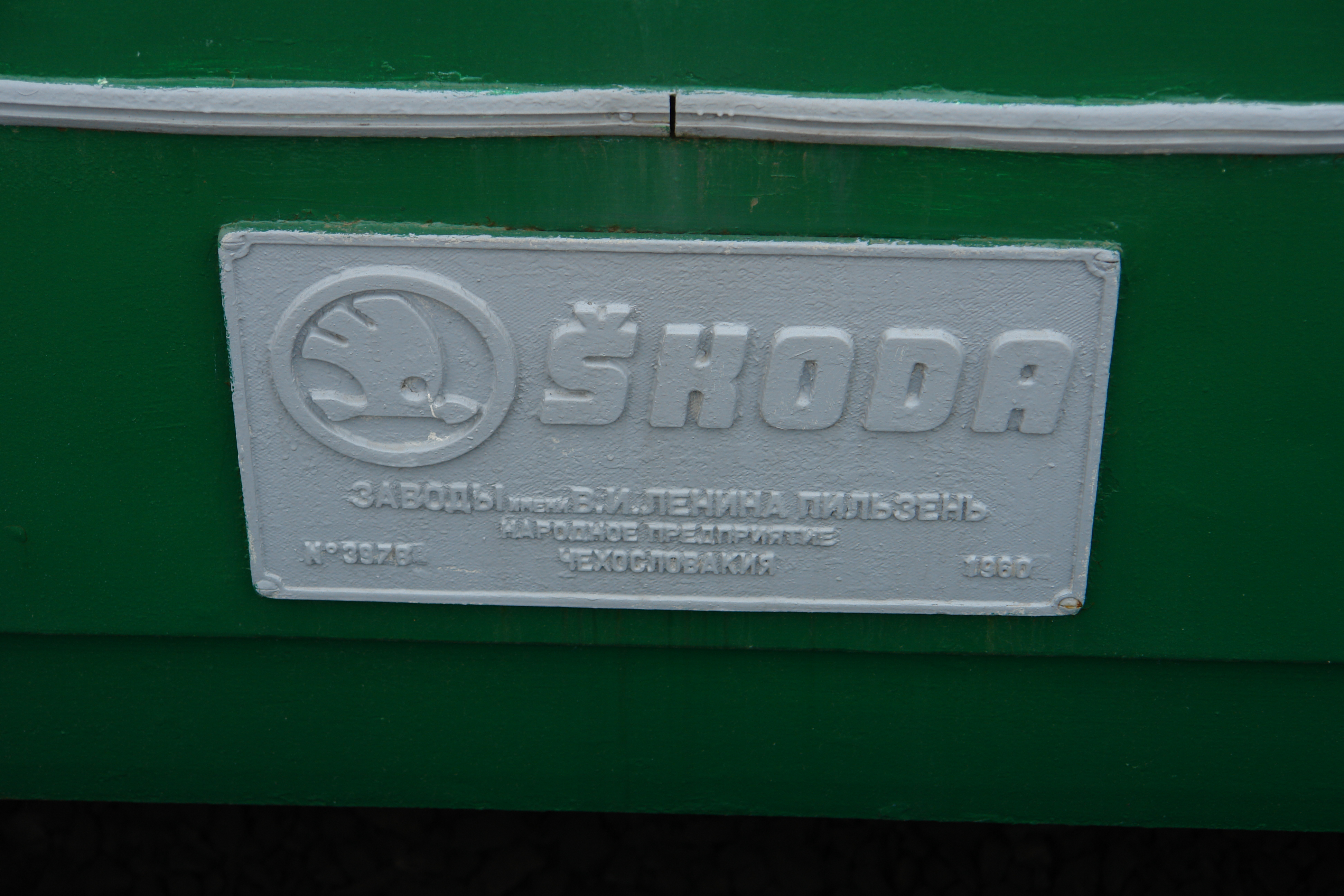
机车上的斯柯达公司铭牌

1950年代起，按经济互助委员会分工，苏联向东欧国家出口干线柴油机车，而从捷克斯洛伐克进口电力传动调车柴油机车和客运电力机车。1956年11月，苏联铁道部与斯柯达公司签订合同，引进E 449.0型电力机车作为客运机车，出口苏联的机车被定型为ChS1型，设计代号为24E0。ChS1型电力机车总体结构与E 449.0型机车相同，但根据苏联铁路的使用条件，机车改为采用了轨距为1520毫米的宽轨转向架、SA-3型自动车钩，并调整了受电弓高度和加强司机室的绝缘安全性。
1957年初，斯柯达公司试制了001、002号首两台样车。1957年5月至6月，ChS1型002号机车在莫斯科至谢尔普霍夫间牵引旅客列车投入运用考核。试验结果显示，机车牵引性能和动力学性能良好，足以满足当时苏联铁路的客运牵引需要；当机车牵引总重1000～1100吨旅客列车时，能以85公里/小时的均衡速度通过最大坡度为8‰的上坡道，而在平原地区的均衡速度可达到108公里/小时。1957年下半年，首两台ChS1型电力机车开始配属莫斯科铁路局投入运用，担当莫斯科至库尔斯克方向旅客列车的牵引任务；1958年，机车又改为配属十月铁路局，主要用于牵引莫斯科至加里宁格勒方向的旅客列车。
根据首两台样车的试验结果和使用经验，斯柯达公司对机车设计进行调整后，于1959年开始批量生产ChS1型电力机车。1959年生产了15台该型机车，其中003～005号机车的工厂设计代号为41E0，006～017号机车的设计代号为41E1；1960年生产了84台机车（018～101）。ChS1型电力机车早期主要投入牵引莫斯科至库尔斯克和哈尔科夫方向、莫斯科至弗拉基米尔方向、莫斯科至列宁格勒方向的长途旅客列车，并于1961年在莫斯科至梁赞方向的铁路投入运营。而首两台配属十月铁路局的试验车，后来又恢复配属莫斯科铁路局。1963年，ChS1型电力机车开始配属乌克兰的第聂伯彼得罗夫斯克铁路局；1968年配属西西伯利亚铁路局。至1976年，苏联铁路尚在运用的ChS1型电力机车共计有76台，其中20台配属第聂伯彼得罗夫斯克铁路局，其余56台配属西西伯利亚铁路局。至1980年代初，绝大多数ChS1型电力机车已经被封存或报废。
1960年，在ChS1型电力机车的基础上，斯柯达公司试制了102号机车，主要特点为换装功率更大的牵引电动机，以满足苏联铁路客运需要，这种经过改进的机车后来被定型为ChS3型电力机车。